# Viișoara (Teleorman)
Viişoara è un comune della Romania di 2 064 abitanti, ubicato nel distretto di Teleorman, nella regione storica della Muntenia.